# Radiostacja R–130MT
Radiostacja R–130MT – radiostacja krótkofalowa, odbiorczo – nadawcza, simpleksowa, telefoniczno-telegraficzna, z modulacją jednowstęgową i kwarcową stabilizacją częstotliwości.

## Charakterystyka
Radiostacja posiada dyskretną siatkę częstotliwości, jest kompatybilna z radiostacją typu R−140, a także z innymi radiostacjami KF z modulacją amplitudową i manipulacją. Umożliwia współdziałanie na nadawanie z nadajnikiem R−014D, w rodzaju pracy CzT, a także pracę telefoniczną z urządzenia R-124
Wyposażenie
- odbiornik – nadajnik
- wynośne urządzenie dopasowujące WSU–TM
- przystawka symetryzująca PS
- zespół zasilania BP−260
- kable łączące
- urządzenie antenowe

| Dane taktyczno-techniczne       | Dane taktyczno-techniczne |
| ------------------------------- | ------------------------- |
| Zakres                          | 1,5 – 10,99 MHz           |
| Podzakresy                      | 10                        |
| Częstotliwości                  | 950                       |
| Odstęp między częstotliwościami | 10 KHz                    |
| Zasilanie z sieci pokładowej    | 26 V                      |
| Prąd pobierany przy nadawaniu   | 14 A                      |
| Prąd pobierany przy odbiorze    | 4 A                       |
| Zasięg przy antenie podstawowej | ponad 20 km               |
| Zasięg przy antenie awaryjnej   | do 20 km                  |